# Eoneureclipsis pravrisija
Eoneureclipsis pravrisija är en nattsländeart som beskrevs av Schmid 1972. Eoneureclipsis pravrisija ingår i släktet Eoneureclipsis och familjen fångstnätnattsländor. Inga underarter finns listade i Catalogue of Life.